# Ivan Thelmé
Fritz Ivan Thelmé Thelmér, ursprungligen Olsson, född 7 augusti 1911 i Borgsjö församling i Västernorrlands län, död 5 januari 1967 i Råsunda församling i Solna stad, Stockholms län, var en svensk musiker (dragspel). Han var son till spelmannen Jon-Erik Öst och far till Mona, Jan och Barbro Thelmé tillsammans med hustrun pianisten Alice Vidlund.
Thelmé var en av sin tids främsta dragspelare och vann även titeln nordisk dragspelsmästare 1935. Han komponerade runt 130 melodier, spelade in ett 50-tal 78-varvare som soloartist och tillsammans med bland andra Hans-Erik Nääs och turnerade runt i Sverige som dansmusiker. Han avled i en trafikolycka och är begravd på Norra begravningsplatsen utanför Stockholm.

## Filmmusik
- 1955 – Finnskogens folk